# Alan Geldard
Robert Alan Geldard (Rochdale, 16 de abril de 1927-Salford, 26 de febrero de 2018) fue un deportista británico que compitió en ciclismo en la modalidad de pista, especialista en la prueba de persecución por equipos.
Participó en los Juegos Olímpicos de Londres 1948, obteniendo una medalla de bronce en la prueba de persecución por equipos (junto con Thomas Godwin, David Ricketts y Wilfred Waters).

## Medallero internacional
| Juegos Olímpicos | Juegos Olímpicos      | Juegos Olímpicos  | Juegos Olímpicos        |
| Año              | Lugar                 | Medalla           | Competición             |
| ---------------- | --------------------- | ----------------- | ----------------------- |
| 1948             | Londres (Reino Unido) | Medalla de bronce | Persecución por equipos |